# تولوک (شهرستان تاق‌تاگل)
تولوک (به لاتین: Toluk) یک منطقهٔ مسکونی در قرقیزستان است که در شهرستان تاق‌تاگل واقع شده‌است. تولوک ۹۶۳ نفر جمعیت دارد و ۱٬۶۸۶ متر بالاتر از سطح دریا واقع شده‌است.